# Орландо Сірола
Орландо Сірола (італ. Orlando Sirola; 30 квітня 1928 — 13 листопада 1995) — колишній італійський тенісист.
Здобув 6 одиночних та 6 парних титулів.
Перемагав на турнірах Великого шолома в парному розряді.
Завершив кар'єру 1963 року.

## Фінали турнірів Великого шолома

### Парний розряд (1–2)
| Результат | Рік  | Турнір               | Покриття | Партнер             | Суперники                | Рахунок            |
| --------- | ---- | -------------------- | -------- | ------------------- | ------------------------ | ------------------ |
| Поразка   | 1955 | Чемпіонат Франції    | Ґрунт    | Нікола П'єтранджелі | Вік Сайксес Тоні Траберт | 1–6, 6–4, 2–6, 4–6 |
| Поразка   | 1956 | Вімблдонський турнір | Трава    | Нікола П'єтранджелі | Лью Гоуд Кен Роузволл    | 5–7, 2–6, 1–6      |
| Перемога  | 1959 | Чемпіонат Франції    | Ґрунт    | Нікола П'єтранджелі | Рой Емерсон Ніл Фрейзер  | 6–3, 6–2, 14–12    |